# 釧路交響楽団
釧路交響楽団(くしろこうきょうがくだん)は、釧路市を中心に地域への音楽の普及と研鑽を目指して活動するアマチュア・オーケストラ。

## 活動
- 釧路市民文化会館を拠点に、定期演奏会を年1回開催している。
- サマーコンサートを年１回開催し、地域の小中高生との共演の場としている。
- 演奏会では、日本人作曲家の石丸基司や泉史夫の楽曲の日本初演として積極的に取り上げている。

## 歴史
- 1979年4月　団長の桜井敬一の下に釧路交響楽団を創立:前身は釧路市立景雲中学校弦楽部。[1]
- 1979年7月8日　第1回定期演奏会を開催
- 1987年10月11日　第10回記念定期演奏会を開催
- 1997年12月14日　第20回記念定期演奏会を開催　第九演奏
- 1999年7月4日　第1回サマーコンサート
- 2007年12月2日　第30回記念定期演奏会を開催　第九演奏
- 2011年3月6日　メサイア (ヘンデル)全曲演奏会を開催[2]

## 受賞歴
- 釧路音楽協会高後賞（1980年）
- 釧新郷土芸術賞（1992年）
- 北海道文化団体協議会賞（1998年）

## 過去の主な客演ソリスト
- 木原奈津子
- 石井啓一郎
- 毛利巨塵
- 杉野正隆
- 斉藤みゆき